# Subjektivierung
Die Subjektivierung (lateinisch „subjicere“: aussetzen, unterwerfen) ist ein Begriff aus den Sozial-, Geistes- und Kulturwissenschaften. Sie bezeichnet die Veränderung der Wahrnehmungsperspektive, wenn die objektiven Eigenschaften eines Sachverhaltes oder eines Gegenstandes durch den subjektiven Wahrnehmungsprozess einer Person verzerrt werden.
Die Anwendung des Begriffs ist vielfältig: Einerseits gibt es Ansätze, die Subjektivierung der gesellschaftlichen Verhältnisse zu beschreiben, etwa in der Arbeitssoziologie und in der Individualisierungthese. Anderseits zeigt die Subjektivierung, wie Individuen in sozialen Prozessen immer schon zu Subjekten gemacht werden. Diese Ansätze greifen auf den Poststrukturalismus zurück.
Die Literatur- und Medienwissenschaften beschreiben mit Subjektivierung, wie Erzählungen, gefiltert durch das Bewusstsein einer Figur, neu präsentiert werden können. Christine Brinckmann definiert Subjektivierung zudem als Abweichung von der darstellenden Norm, solange ein objektives Korrektiv für die subjektive Sicht angeboten wird oder solange klar ist, dass die Realitätswahrnehmung durch die Figur verzerrt ist.

## (Post-)Strukturalismus und Diskursanalyse
Louis Althusser beschreibt Subjektivierung in Ideologie und ideologische Staatsapparate als eine ideologische Anrufung. Das Individuum wird zum Subjekt, wenn es eine Position in einer Struktur zugewiesen bekommt. Hierfür greift Althusser auf das Bild eines Polizisten zurück, der „Hey Sie da!“ ruft, wodurch man sich angesprochen fühlt und sich als Subjekt des polizeilichen Zugriffs anerkennt. Das Selbstverständnis des Individuums als Subjekt wird als ein ideologischer Effekt beschrieben, der seinerseits zur Reproduktion kapitalistischer Verhältnisse beiträgt. Gegenüber dem Subjektbegriff der klassischen Philosophie ist bei Althusser bedeutsam, dass ein Subjekt nicht einfach gegeben ist, sondern in einem Prozess hervorgebracht wird.
Auch bei Michel Foucault steht die Subjektivierung dem klassischen Verständnis des Subjekts als Gegebenem entgegen. In frühen Werken wird, ähnlich wie bei Althusser, die Subjektivierung als die Einfügung in eine Ordnung, als Festschreibung auf eine Subjektposition, verstanden. Beim späteren Foucault werden die Selbstgestaltungen und Selbsttechniken stärker hervorgehoben, die der Genese des Subjekts zugrunde liegen. Foucault spricht hier auch von einer „Sorge um Sich“.
Judith Butler verwendet das Anrufungsmodell von Althusser, kritisiert aber, dass dies eine geschlossene Ordnung annimmt, von der ausgehend eine ungebrochene Subjektivierung stattfinden kann. Mit Rückgriff auf Jacques Derridas Konzept der Iterabilität verweist sie darauf, dass die Reproduktion einer Ordnung in der Anrufung nie wie ein geschlossener Kreislauf funktioniert. Ähnlich wie in der Zitation finden in der Wiederholung von Anrufungen immer auch leichte Bedeutungsverschiebungen statt. Diese Verschiebungen eröffnen ihrerseits einen Raum für politisches Handeln und die Subversion von Ordnungen.
Jacques Rancière bezeichnet Subjektivierung schließlich als Prozess der Des-Identifikation mit den Kategorien einer bestehenden Ordnung. Subjektivierung ist der politische Prozess, in dem sich diejenigen zu hören bringen, denen die Fähigkeit zu Sprechen aberkannt wird oder deren Existenz als Kollektiv geleugnet wird.

## Individualisierungsthese
In der maßgeblich auf Ulrich Beck zurückgehenden Individualisierungsthese wird Subjektivierung zunächst als eine Änderung in der Gesellschaft verstanden. Damit wird eine gesteigerte Bedeutung des Subjektes beschrieben. Darum sind reflexions- und handlungsfähige Subjekte in der Lage, die Vergesellschaftungsprozesse zu beeinflussen. Vor diesem Hintergrund wendet sich Beck gegen alle Ansätze, die das Individuum vernachlässigen, und fordert eine „Subjektivierung der Soziologie“. Im Rahmen der Individualisierungsthese wird Subjektivierung im Wesentlichen synonym mit Individualisierung und Personalisierung verstanden.

## Arbeits- und Industriesoziologie
In der Arbeits- und Industriesoziologie beschreibt die Subjektivierung eine Veränderung der Arbeitswelt, die mit der Postindustrialisierung einsetzt. Dabei werden Prozesse der Entkollektivierung und eine gesteigerte Bedeutung des Individuums ausgemacht. In diesem Zuge wird das Subjekt über seine einzelnen Rollen und Funktionen hinaus in den Blick genommen. So werden Geschlechterfragen, Fragen der Reproduktionsarbeit und Fragen der Wertorientierung von Arbeitern thematisiert.
Während in einer poststrukturalistischen Perspektive eher nach Subjektivierung durch Arbeit gefragt würde, steht hier also die Subjektivierung von Arbeit im Zentrum, insofern die Bedeutung des ‚ganzen Menschen‘ für die Arbeit thematisiert wird. Teilweise wird Subjektivierung im Zusammenhang mit einer „Humanisierung der Arbeitswelt“ gesehen. Von einigen Forschern werden aber auch explizite Abgrenzungen vorgenommen. 
Die Industriesoziologen Frank Kleemann und Gerd-Günter Voß beschreiben die u. a. mit dem staatlichen Forschungsprogramm zur Humanisierung des Arbeitslebens verbundenen Humanisierungsbestrebungen ab den 1970er Jahren z. B. als eher auf die objektiven Arbeitsbedingungen gerichtet und daher sogar „antisubjektivistisch“. Andererseits wird die Humanisierung der Arbeit stärker auf die Initiative von Arbeitnehmern zurückgeführt, während Subjektivierung als eine Nutzbarmachung von Subjektivität zu ökonomischen Zwecken beschrieben wird.
Der Postfordismus führt zu einer zunehmenden Entgrenzung der Arbeit und das arbeitende Subjekt wird als Produktionsfaktor entdeckt. Anders als im Taylorismus soll einerseits die Kreativität und Innovativität der Arbeitenden gefördert werden, andererseits werden manageriale Aufgaben an die arbeitenden Subjekte übertragen. G. Günter Voß und Hans J. Pongratz sprechen vom Arbeitskraftunternehmer. In Anknüpfung an Michel Foucault wird von Ulrich Bröckling auch vom „unternehmerischen Selbst“ gesprochen.

## Praxistheorien
Praxistheorien klammern üblicherweise das Subjekt ein und lösen es in Handlungsstrukturen (Pierre Bourdieu) oder in situierte Praktiken auf (Ethnomethodologie, Erving Goffman). In den neueren praxistheoretischen Ansätzen wird nach der notwendigen Verschränkung von Subjektivierung und Praxis gefragt. In diesen Texten wird auf die (post-)strukturalistischen und diskursanalytischen Theorien der Subjektivierung zurückgegriffen. Dabei wird betont, dass Subjektivierung nicht allein von großen Diskursformationen abhängt, sondern immer situativ in den Vollzug von körperlichen und materiellen Praktiken eingebettet ist. Damit wird Subjektivierung um eine mikrosoziologische Perspektive erweitert.